# Beijing Automobile Works
Pour les articles homonymes, voir BAW.
 (janvier 2022).
Si vous disposez d'ouvrages ou d'articles de référence ou si vous connaissez des sites web de qualité traitant du thème abordé ici, merci de compléter l'article en donnant les références utiles à sa vérifiabilité et en les liant à la section « Notes et références ».
Beijing Automobile Works Co., Ltd. (BAW) est un constructeur automobile chinois basé à Pékin et est une filiale du groupe BAIC. BAW produit des véhicules tout-terrain légers, des camions, mais également des véhicules civils et militaires.

## L'histoire
Beijing Automobile Works a été fondée en 1953 en tant que première usine d'accessoires et a été renommée Beijing Automobile Works en 1958. En 1987, la société a fusionné avec Beijing Motorcycle Company pour devenir la Automobile and Motorcycle United Company (BAM).
La société moderne, Beijing Automobile Works Co., Ltd (BAW), a été fondée en 2001 et incorpore le Beijing Automobile Works original, ainsi que la première coentreprise automobile chinoise Beijing Jeep, Beijing Automobile Assembly et Foton Motor.

## Produits

### Voitures de tourisme
- Jinggangshan
- CB4

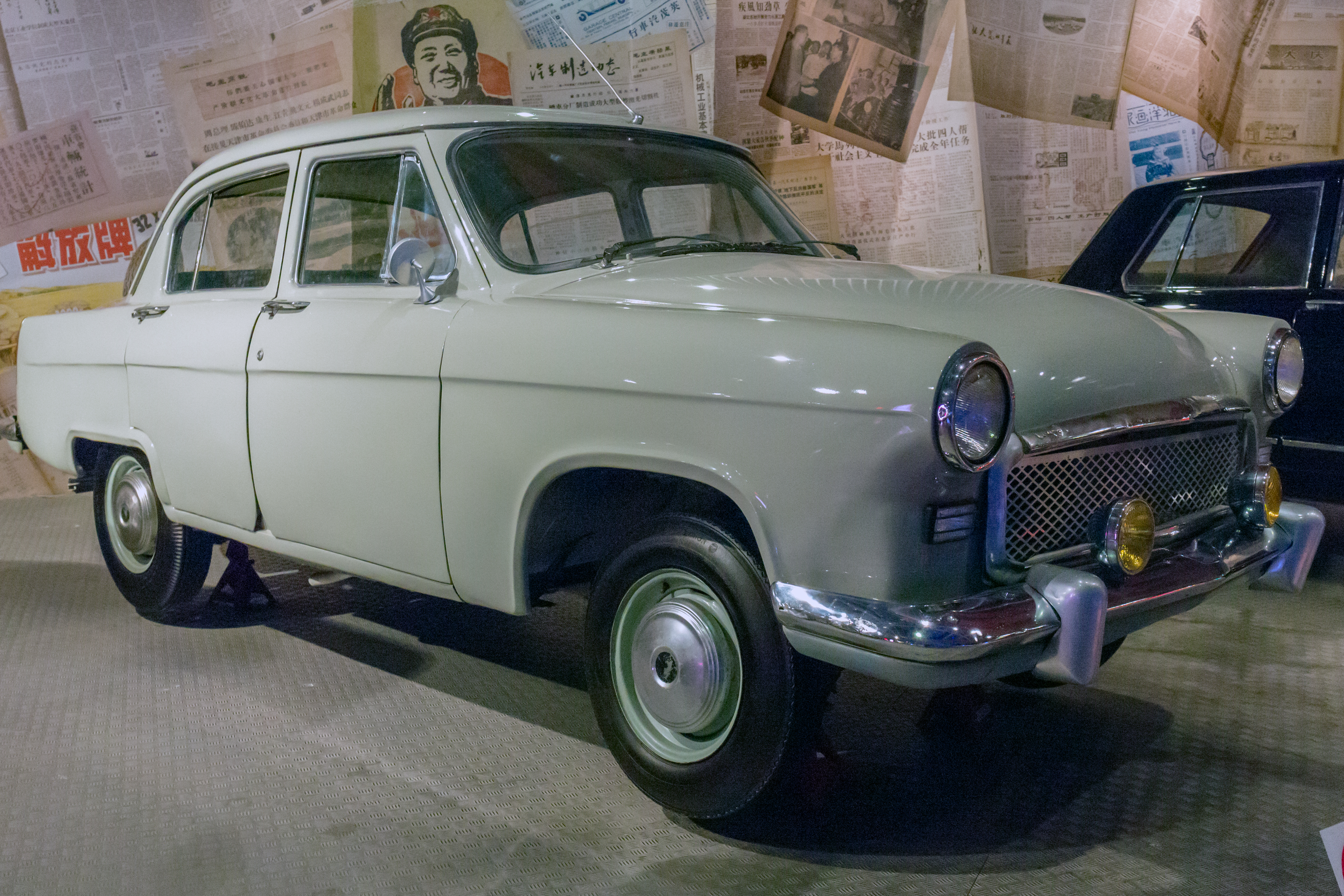
Recréation d'un Dongfanghong

- Dongfanghong BJ760 (basé sur le GAZ Volga M21)
- Dongfanghong BJ761
- Hongwei BJ761
- BJ750 / 751/752
- BJ6490 (basé sur le Holden Commodore break)
- Série E
- Beijing X7

### Hors route
- Yusheng 007 (Isheng 007)

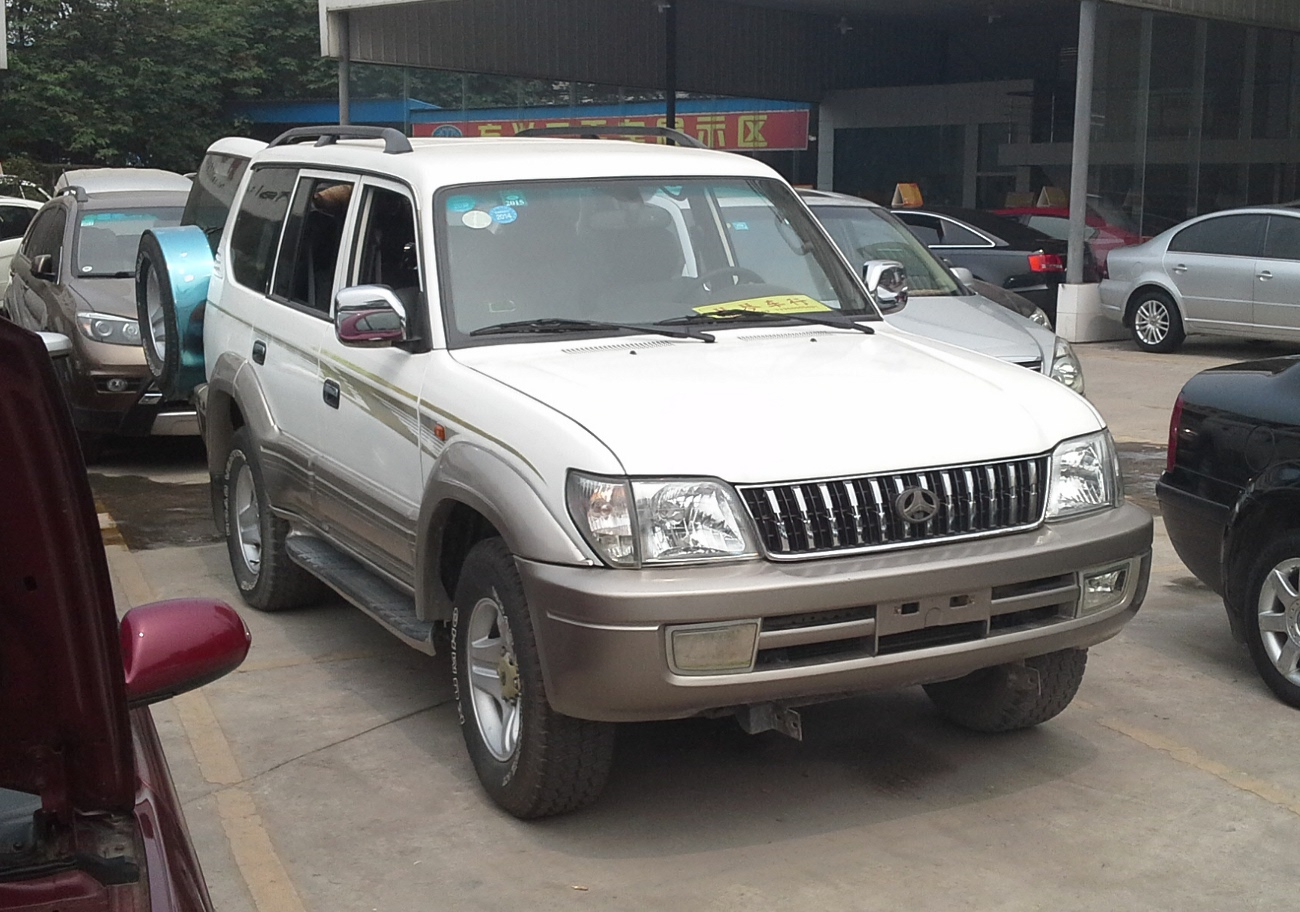
BAW Luba

- Luba/Youxian (clone de Toyota Land Cruiser Prado)
- Qishi (basé sur le Jeep Cherokee (XJ), un code de production étendu sous licence nommé BJ2021.)
- BJ2025 / BJ6430 / BJ6440 Leichi ("Thunder Gallop") - un véhicule qui rappelle le Cherokee, avec un design avant qui rappelle le Nissan X-Trail d'origine. Ce véhicule a également été exporté vers la Russie et l'Europe de l'Est sous le nom de «BAW Reach».

### Pick-ups

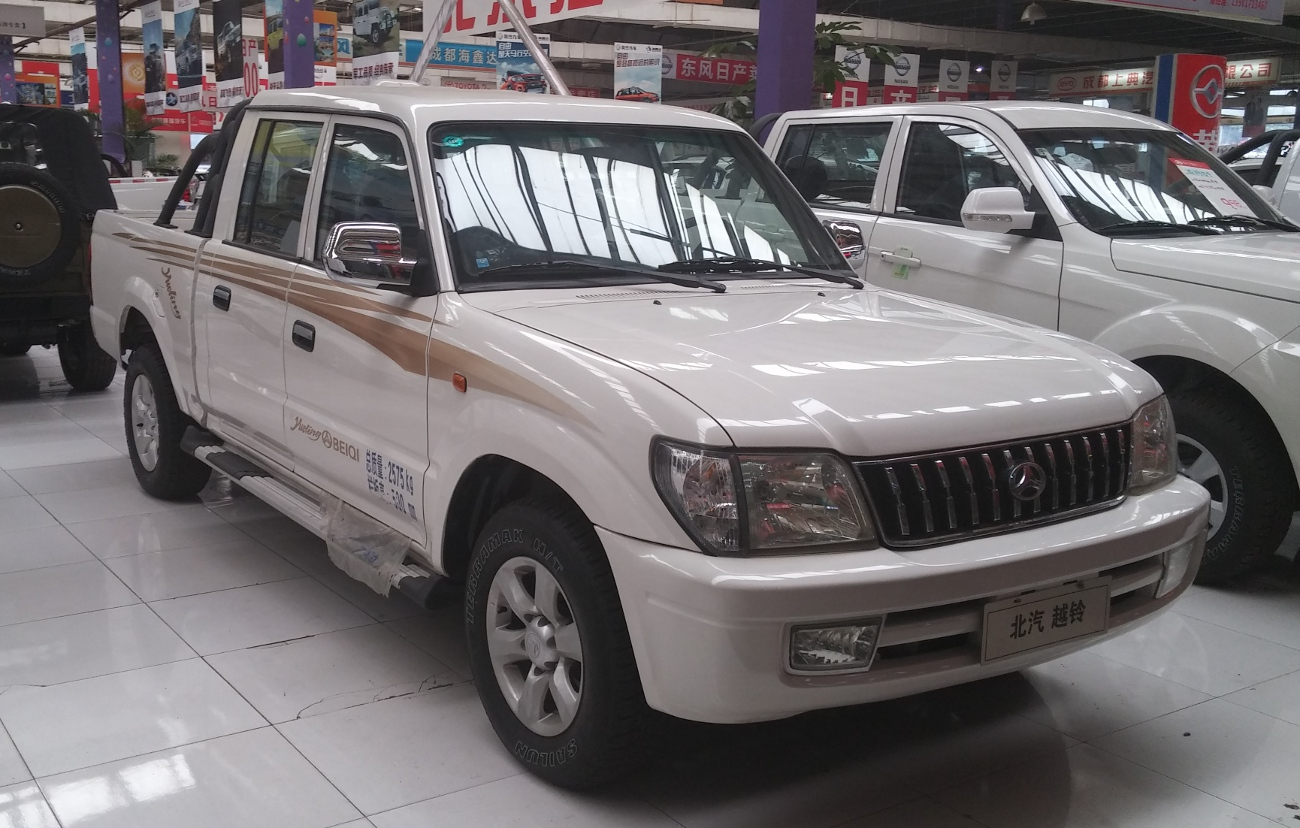
BAW Yueling

- Yueling
- Ruiling
- Luling (basé sur l'Isuzu TF)
- SUV Luling
- Foton Sapu

### Camions
- BJ-130 (basé sur l'Isuzu Elf)
- BJ-136 (basé sur la Toyota Dyna)
- Qiling/Fenix (basé sur la série Isuzu N)
- Qilong/Tonik/BL1 (basé sur la série Isuzu N)

### Minibus
- Haice/Haise/B6/009 - une licence construite de quatrième génération Toyota HiAce
- Ambulance - basé sur le Haice
- BJ6490A - Mitsubishi L300 avec une devant différent.
- BD6

### Véhicules militaires
- BJ210 (basé sur le Jeep M-170)
- BJ212 (4X4)
- BJ2020 VJ (4X4)
- BJ2022 (4X4) (Brave Warrior)
- BJ2020VAJ (4X4)
- BJ20203 (4X4)
- BJ2032VJ (4X4)
- BJ80J[1]/D[2]/C[3](désignation C supprimée depuis 2016, connue sous le nom de BJ80.)[4]

### Autre
- Flagship
- Towdoorjeep